# Монастырь Лорх
Монастырь Лорх (нем. Kloster Lorch) — бывший бенедиктинский монастырь, располагавшийся в баден-вюртембергском городе Лорх и основанный около 1102 года герцогом Фридрихом I фон Штауфен и членами его семьи — несмотря на то, что сам «акт об основании» был признан подделкой, созданной во второй половине XII века, современные исследователи полагают, что документ всё же в целом верно описывает события, связанные с созданием нового монастыря.